# Polovragi (gmina)
Polovragi – gmina w Rumunii, w okręgu Gorj. Obejmuje miejscowości Polovragi i Racovița. W 2011 roku liczyła 2820 mieszkańców.